# Мегалополис

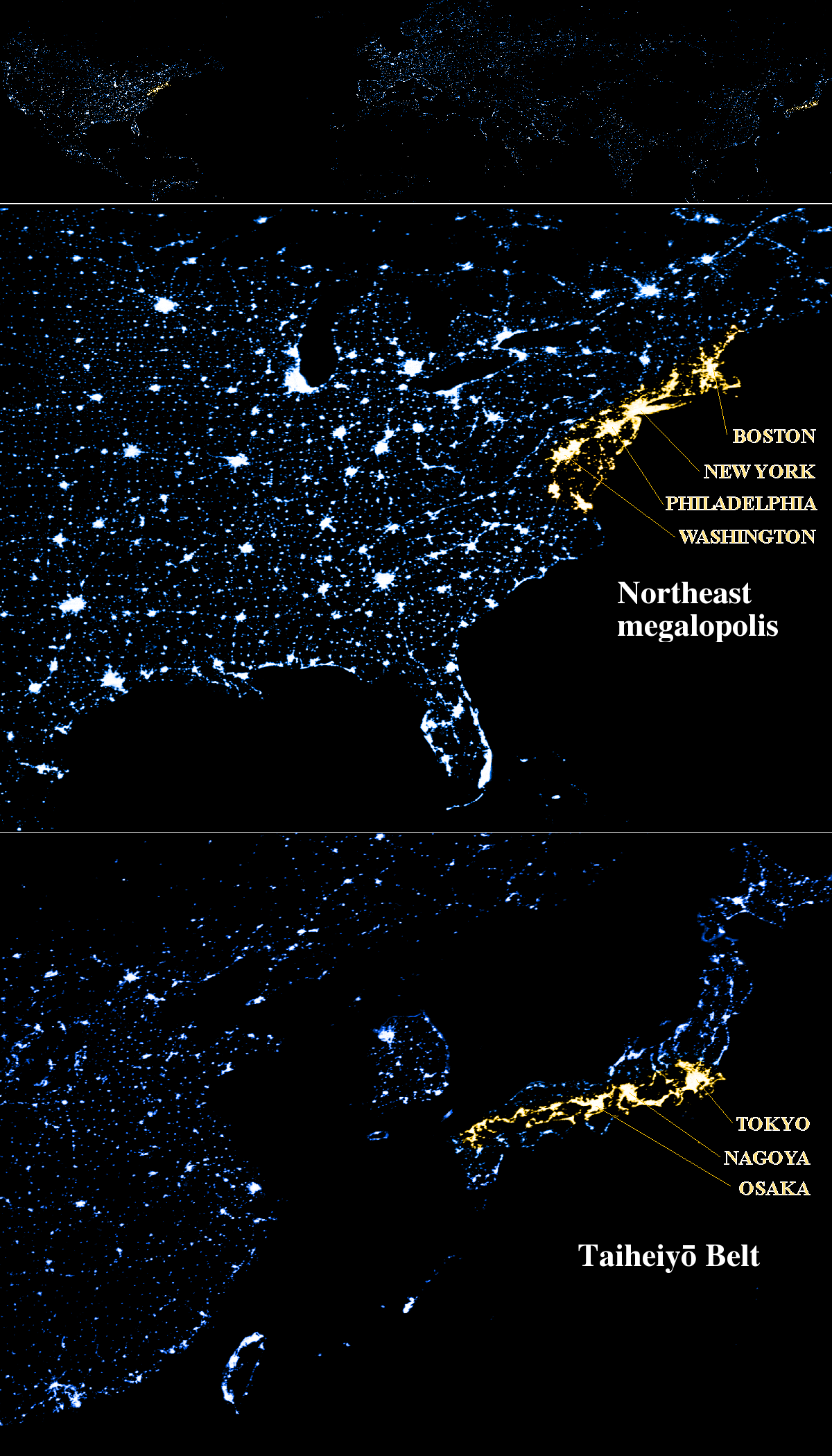
Сравнение ночных спутниковых снимков (в масштабе) двух мегалополисов: Босваш в США и Тайхэйё в Японии

Мегало́полис (др.-греч. μεγᾰλό-πολις, дословно — «большой (обширный) город» от μέγας — «большой, огромный, великий» + πόλις — «город») — наиболее крупная форма расселения, образующаяся при срастании ряда городских агломераций. Синонимами являются слова «сверхгород» и «мегарегион», получившие распространение в англосфере.
С термином «мегалополис» не следует путать термин «мегаполис», который применяется к любому городу с населением свыше 1 миллиона жителей.

## Общие сведения
Мегалополис — крайне урбанизированная, как правило стихийно складывающаяся форма городского расселения, возникающая путём срастания нескольких городских агломераций в странах, в которых имеются крайне урбанизированные регионы. Термин происходит от названия древнегреческого города Мегалополь, возникшего в результате слияния более чем 35 поселений Аркадии. Дословно мегалополис в переводе с греческого означает город завышенных размеров, где префикс мегало- представляет собой количество в преувеличенном размере.
Впервые термин был использован шотландским социологом и градостроителем Патриком Геддесом в 1915 году в книге «Города в развитии» (англ. Cities in Evolution), и немецким социологом и философом Освальдом Шпенглером в 1918 году в книге «Закат Европы». В 1938 году американский социолог и градостроитель Льюис Мамфорд в своей книге «Культура городов» (англ. The Culture of Cities) описал мегалополис как первый этап городского сверхразвития и социального упадка. Позже его использовал в 1954 году французский географ Жан Готтман для обозначения сплошной городской застройки (протяжённостью свыше 1000 км и шириной местами до 200 км) вдоль Атлантического побережья США — связанных между собой агломераций Бостона, Нью-Йорка, Филадельфии, Балтимора, Вашингтона (населением 40 млн человек). Последнюю иногда называют «Босваш» (англ. Bos-Wash) или «Северо-Восточный мегалополис» (англ. Northeast megalopolis).
Жан Готтман определил население мегалополиса в 25 миллионов человек. Греческий архитектор и градостроитель Константинос Доксиадис определил небольшие мегалополисы как кластер с населением около 10 миллионов человек. Американский экономист Ричард Флорида пишет, что мегарегион должен отвечать трём основным критериям: непрерывная освещённая область с более чем одним центром-крупным городом, население — не менее 5 миллионов, совокупный объём производства товаров и услуг — более 100 миллиардов долларов. По этому определению в мире существует 40 мегарегионов. «America 2050», программа американской организации Ассоциация регионального планирования (англ. Regional Plan Association, RPA), перечисляет 11 мегарегионов в США и Канаде.
К мегалополисам не могут быть отнесены отдельные, даже очень большие агломерации, например, метрополитенские районы Мадрида, Парижа, Милана и Берлина.

## Основные черты мегалополиса
- линейный характер застройки, вытянутой в основном вдоль автомобильных и железнодорожных магистралей (иногда судоходных рек или морских побережий);
- общая полицентрическая структура, обусловленная взаимодействием относительно близко расположенных друг к другу крупных городов-центров агломераций, формирующих мегалополис;

Побочный эффект формирования современных мегалополисов: нарушение экологического равновесия между деятельностью человека и природной средой.